# Soldatenheiliger

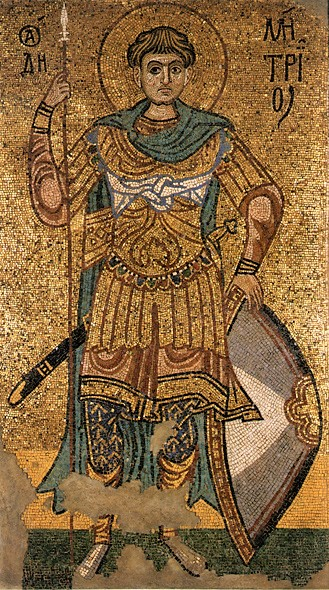
Demetrios von Thessaloniki, 12. Jh. griechisches Mosaik aus Kiew

Soldatenheilige sind Heilige, deren  Vita teilweise vom soldatischen Leben geprägt war. Oft gelten diese auch als Schutzpatrone für Soldaten.

## Geschichte
Die Christenverfolgung unter Diokletian oder anderen Kaisern bildete oft den Hintergrund für Hagiographien frühchristlicher Soldatenheiliger. In diesen Hagiographien bekehrt sich meist ein römischer Soldaten zum Christentum. Er erlitt die Folter, hielt ihr aber wunderbarerweise stand und verweigerte sowohl das Darbringen von Opfern im Kaiserkult als auch den Abfall vom Glauben. Mit dem Erleiden des Martyriums wird er zum „Kämpfer Christi“. In der Spätantike zeichneten andere christliche Hagiographen wie Sulpicius Severus anhand der des Martin von Tours auch ein Frömmigkeitsbild mit eher militärkritischen Zügen, das den gewandelten geistigen, politischen und sozialen Idealen einer post-römischen Gesellschaft Rechnung trägt.

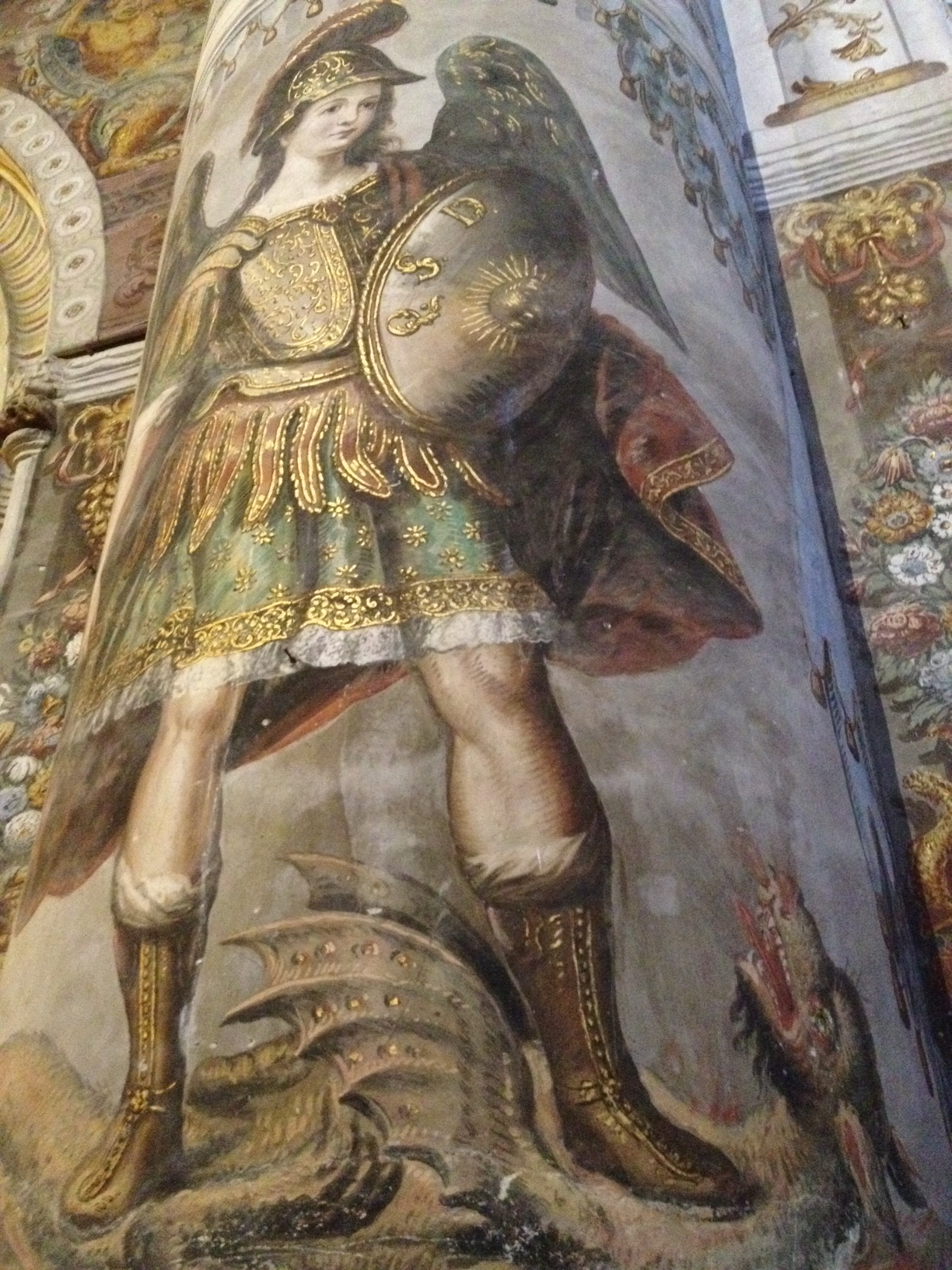
Darstellung des Erzengels Michael im Kloster des hl. Hieronymus in Granada

Das Vorbild für den Streiter Christi und den Schutzpatron der Soldaten stellt der Erzengel Michael dar. Der hl. Michael war deshalb seit 955 Schutzpatron des Heiligen Römischen Reiches Deutscher Nation und gilt auch als Schutzpatron Deutschlands.
In der Orthodoxie hat die Verehrung von Soldatenheiligen im Großen und Ganzen eine ausgeprägtere Form angenommen als in der Westkirche, zumal Byzanz von militärischen Krisen erschüttert war. Sie erscheinen in der Ikonographie meist mit Waffen und Harnischen ausgestattet. Die bekanntesten sind die hll. Georg, der in der Ostkirche als Erzmärtyrer gilt, Demetrios (beide auf Ikonen häufig zusammen dargestellt, beritten oder zu Fuß), und Theodor Tiro, der den Beinamen „der Rekrut“ trägt. Die heiligen Fürsten Boris und Gleb gelten seit bei der Bekehrung der Slawen in der Orthodoxie als Soldatenheilige.
Weitere Heilige, die als Schutzpatrone der Soldaten gelten, sind die hll. Wilhelm von Gellone, Otger, Gerald von Aurillac, Johanna von Orleans und Ignatius von Loyola, der Prinzipien der militärischen Disziplin auf die Ausarbeitung seiner Exerzitien und die Gründung der Gesellschaft Jesu anwandte.

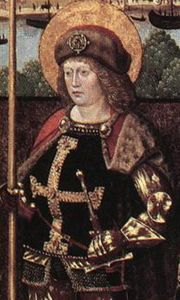
Hl. Gereon von Köln, 15. Jahrhundert

Verbreitet ist die Darstellung des hl. Georg als aktiver Kämpfer, Sieger und Triumphator, während Darstellungen der hll.   Sebastian und Mauritius zumeist das Erleiden des Martyriums zum Gegenstand haben.

## Heilige, die auch als Schutzpatrone des Militärs gelten

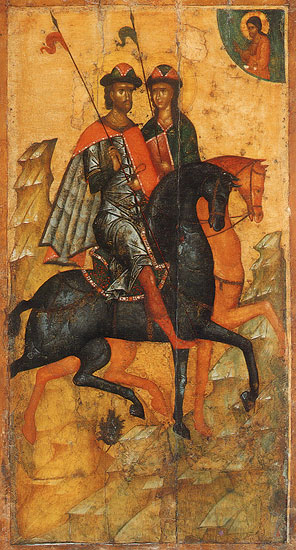
Boris und Gleb, die ersten ostslawischen Soldatenheiligen. Moskau, frühes 14. Jahrhundert

- Achatius von Armenien, Schutzpatron der Soldaten
- Adrian von Nikomedien
- Alfred der Große
- Bakchos und Sergios, Beschützer der byzantinischen Armee
- Christophorus
- Demetrios von Thessaloniki
- Edistus
- Eustachius, ein römischer Feldherr, in der Ikonographie der Westkirche meist als Jäger dargestellt
- Ferrutius
- Florian von Lorch
- Georg
- Gereon von Köln
- Ignatius von Loyola
- Jakobus der Ältere
- Longinus, der Soldat, der bei der Kreuzigung die Gottessohnschaft Christi bezeugte
- Jeanne d’Arc
- Johannes und Paulus
- Marcellus von Tanger
- Martin von Tours
- Mauritius und die Märtyrer der thebäischen Legion
- Merkurios
- Menas
- Nuno Álvares Pereira
- Sebastian
- Terenz von Pesaro
- Theodor Tiro, auch „Theodor der Rekrut“ oder „Theodor von Euchaita“
- Typasius
- Victor von Siena
- Wilhelm von Gellone

Der Erzengel Michael gilt auch als Schutzpatron des Militärs, ist aber kein Heiliger.